# Зорница (Благоевград)
Зорница је насељено место у општини Сандански у области Благоевград, Бугарска. Према попису из 2021. године било је 79 становника.
Према бугарском географу и историчару, Василу Канчову, у Зорници је 1900. године живело 100 Словена хришћана и 90 Турака. Током Другог балканског рата село је разрушено и исељено. Обновљено је 1925. године. Село се раније звало Зевгели или Дзивгелија.
На попису из 2011 у Зорници је било 92 становника.
| Национални састав према попису из 2011.‍ | Национални састав према попису из 2011.‍ | Национални састав према попису из 2011.‍ | Национални састав према попису из 2011.‍ | Национални састав према попису из 2011.‍ |
| --------------------------------------- | --------------------------------------- | --------------------------------------- | --------------------------------------- | --------------------------------------- |
|                                         |                                         |                                         |                                         |                                         |
| Бугари                                  | Бугари                                  |                                         | 92                                      | 100%                                    |